# Classicks
Classicks es un álbum recopilatorio de Alice Cooper, publicado por Epic Records en septiembre de 1995. Este lanzamiento marcó el final del contrato de Cooper con la mencionada discográfica, el cual duró por tres álbumes de estudio.

## Lista de canciones
1. "Poison" (Desmond Child, Alice Cooper, John McCurry) – 4:30
2. "Hey Stoopid" (Cooper, Vic Pepe, Bob Pfeifer, Jack Ponti) – 4:33
3. "Feed My Frankenstein" (Nick Coler, Cooper, Ian Richardson) – 4:44
4. "Love's a Loaded Gun" (Cooper, Pepe, Ponti) – 4:11
5. "Stolen Prayer" (Alice Cooper, Chris Cornell) – 5:35
6. "House of Fire" (Child, Cooper, Joan Jett) – 3:46
7. "Lost in America" (Cooper, Dan Wexler) – 3:52
8. "It's Me" (Jack Blades, Cooper, Tommy Shaw) – 4:37
9. "Under My Wheels" (Live) (Michael Bruce, Dennis Dunaway, Bob Ezrin) – 3:41
10. "Billion Dollar Babies" (Live) (Bruce, Cooper, Neal Smith) – 3:36
11. "I'm Eighteen" (Live) (Bruce, Glen Buxton, Cooper, Dunaway, Smith) – 4:34
12. "No More Mr. Nice Guy" (Live) (Bruce, Cooper) – 3:11
13. "Only Women Bleed" (Live) (Cooper, Wagner) – 4:06
14. "School's Out" (Live) (Bruce, Buxton, Cooper, Dunaway, Smith) – 3:46
15. "Fire" (cover de Jimi Hendrix) – 3:02

### Información
- Canciones 1, 6 de Trash.
- Canciones 2-4 de Hey Stoopid.
- Canciones 5, 7-8 de The Last Temptation.
- Canciones 9-14 de "Trashes the World".
- Canción 15 Lado B de "Love's a Loaded Gun".